# Asnières-sur-Saône
Asnières-sur-Saône è un comune francese di 74 abitanti situato nel dipartimento dell'Ain della regione dell'Alvernia-Rodano-Alpi.

## Società

### Evoluzione demografica
Abitanti censiti